# Радени (Њамц)
Радени (рум. Rădeni) насеље је у Румунији у округу Њамц у општини Пастравени. Oпштина се налази на надморској висини од 312 m.

## Становништво
Према подацима из 2002. године у насељу је живело 1647 становника, од којих су сви румунске националности.